# Athéato
Athéato, en grec moderne : Αθέατο ou Athéaton (Αθέατον), auparavant appelé Machalás (Μαχαλάς) , jusqu'en 1955, est un village de l'île de Skópelos, en mer Égée, Grèce.
Selon le recensement de 2011, la population de la localité compte douze habitants.